# Serra do Macabu
Serra do Macabu é um complexo montanhoso com altitudes entre mil e 1 400 metros, localizado entre os municípios de Trajano de Morais, Nova Friburgo e Bom Jardim, no estado do Rio de Janeiro, no Brasil. O nome da serra está relacionado aos inúmeros córregos e riachos que são as nascentes do Rio Macabu.